# 1952-1953シーズンのNBA
1952-1953シーズンのNBAは、NBAの7回目のシーズンである。シーズンは1952年10月31日に始まり、1953年4月10日に全日程が終了した。

## シーズン前
- ドラフトではマーク・ウォークマンがミルウォーキー・ホークスから全体1位指名を受けた。他にはクライド・ラブレットが指名を受けている。
- デュモン・ネットワークとの1シーズンの契約を結ぶ。NBAにとっては初のレギュラーシーズン通じてのテレビ放送契約となったが、その契約金は非常に低いものであった。

## シーズン

### オールスター
- 開催日：1月13日
- 開催地：フォートウェイン
- オールスターゲーム　ウエスト 79－75 イースト MVP：ジョージ・マイカン　（ミネアポリス・レイカーズ）

### イースタン・デビジョン
| チーム                         | 勝 | 負 | 勝率 | ゲーム差 |
| ------------------------------ | -- | -- | ---- | -------- |
| ニューヨーク・ニックス         | 47 | 23 | .671 | -        |
| シラキュース・ナショナルズ     | 47 | 24 | .662 | 0.5      |
| ボストン・セルティックス       | 46 | 25 | .648 | 1.5      |
| ボルティモア・ブレッツ         | 16 | 54 | .229 | 31       |
| フィラデルフィア・ウォリアーズ | 12 | 57 | .174 | 34.5     |

### ウエスタン・デビジョン
| チーム                             | 勝 | 負 | 勝率 | ゲーム差 |
| ---------------------------------- | -- | -- | ---- | -------- |
| ミネアポリス・レイカーズ           | 48 | 22 | .686 | -        |
| ロチェスター・ロイヤルズ           | 44 | 26 | .629 | 4        |
| フォートウェイン・ピストンズ       | 36 | 33 | .522 | 11.5     |
| インディアナポリス・オリンピアンズ | 28 | 43 | .394 | 20.5     |
| ミルウォーキー・ホークス           | 27 | 44 | .380 | 21.5     |

### スタッツリーダー
| 部門       | 選手                 | チーム                         | 記録  |
| ---------- | -------------------- | ------------------------------ | ----- |
| 得点       | ニール・ジョンストン | フィラデルフィア・ウォリアーズ | 1,564 |
| リバウンド | ジョージ・マイカン   | ミネアポリス・レイカーズ       | 1,007 |
| アシスト   | ボブ・クージー       | ボストン・セルティックス       | 547   |
| FG%        | ニール・ジョンストン | フィラデルフィア・ウォリアーズ | 45.2  |
| FT%        | ビル・シャーマン     | ボストン・セルティックス       | 85.0  |

※1969-70シーズン以前はアベレージよりも通算でスタッツリーダーが決められていた。

### 各賞
- All-NBA First Team:
  - ジョージ・マイカン, ミネアポリス・レイカーズ
  - ニール・ジョンストン,フィラデルフィア・ウォリアーズ
  - ボブ・クージー, ボストン・セルティックス
  - エド・マコーレー, ボストン・セルティックス
  - ドルフ・シェイズ, シラキュース・ナショナルズ

- ルーキー・オブ・ザ・イヤー
  - ドン・メインケ,フォートワース・ピストンズ

### シーズン概要
- ルーキー・オブ・ザ・イヤーが新設され、ドン・メインケが初代の座に就いた。
- このシーズンは当時のNBAにとって最大の懸案事項だった「つまらない試合」が最も氾濫した時期であった。ロースコアゲームに加えて、ファウルゲームが頻発したのである。現在ハック・ア・シャックなどで有名な、フリースロー成功率の低い選手に対する故意のファウルは当時から存在し、ファウルゲームはこのシーズンに入って急増した。1試合の両チーム合わせた平均ファウル数は前季を大幅に上回る過去最多の57.8、フリースロー試打数も過去最多の72本まで増えた。観客は選手が保持したボールをひたすら突くだけのシーンに加え、今度は両チームが互いにファウルを仕掛けては頻繁に時計を止めるシーンにも付き合う羽目になった。
- 前季の制限区域拡大はジョージ・マイカンの得点王三連覇を阻んだが、依然としてビッグマン優位の状況は変わらず、203cmのセンター、ニール・ジョンストンが得点王に輝いた。
- ビル・シャーマンを獲得し、ボブ・クージーとの強力なバックコート陣が形成されたボストン・セルティックスは、チーム史上初の地区優勝を果たした。レッド・アワーバックという強力な指導者にも率いられ着実に戦力を蓄えるセルティックスに、残すは優秀なビッグマンの獲得のみとなった。

## プレーオフ・ファイナル
|  | デビジョン準決勝 | デビジョン準決勝 | デビジョン準決勝 |                |   | デビジョン決勝 | デビジョン決勝 | デビジョン決勝 |  |  | ファイナル | ファイナル | ファイナル |
|  |                  |                  |                  |                |   |                |                |                |  |  |            |            |            |
|  | 1                | レイカーズ       | 2                |                |   |                |                |                |  |  |            |            |            |
|  | 4                | オリンピアンズ   | 0                |                |   |                |                |                |  |  |            |            |            |
|  | 4                | オリンピアンズ   | 0                |                | 1 | レイカーズ     | 3              |                |  |  |            |            |            |
|  | Western Division |                  |                  |                | 1 | レイカーズ     | 3              |                |  |  |            |            |            |
|  |                  |                  | 3                | ピストンズ     | 2 |                |                |                |  |  |            |            |            |
|  | 3                | ピストンズ       | 3                | ピストンズ     | 2 | 2              |                |                |  |  |            |            |            |
|  | 3                | ピストンズ       |                  |                |   | 2              |                |                |  |  |            |            |            |
|  | 2                | ロイヤルズ       | 1                |                |   |                |                |                |  |  |            |            |            |
|  |                  |                  |                  |                |   |                |                |                |  |  | W1         | レイカーズ | 4          |
|  |                  |                  | E1               | ニックス       | 1 |                |                |                |  |  |            |            |            |
|  | 1                | ニックス         | 2                |                |   |                |                |                |  |  |            |            |            |
|  | 4                | ブレッツ         | 0                |                |   |                |                |                |  |  |            |            |            |
|  | 4                | ブレッツ         | 0                |                | 1 | ニックス       | 3              |                |  |  |            |            |            |
|  | Eastern Division |                  |                  |                | 1 | ニックス       | 3              |                |  |  |            |            |            |
|  |                  |                  | 3                | セルティックス | 1 |                |                |                |  |  |            |            |            |
|  | 3                | セルティックス   | 3                | セルティックス | 1 | 2              |                |                |  |  |            |            |            |
|  | 3                | セルティックス   |                  |                |   | 2              |                |                |  |  |            |            |            |
|  | 2                | ナショナルズ     | 0                |                |   |                |                |                |  |  |            |            |            |

ミネアポリス・レイカーズが2度目の連覇となる4度目の優勝を達成し、王朝の体制を磐石なものとした。ニックスは3年連続でファイナルに進出した。過去のファイナルでは、2度とも第7戦まで持ち込まれ、敵地での第7戦で力尽きた経験から、ホームコートアドバンテージの重要性を知り尽くしていたニックスは、敵地での第1戦を勝利し、レイカーズが保持していたホームコートアドバンテージを無効化するのに成功した。続く第2戦は敗北したが、第3戦以降はニューヨークでの3連戦が待っており、ここでニックスは優勝を決めるつもりでいた。しかしジョージ・マイカン率いるレイカーズの前にホーム3連敗を喫し、3年連続でファイナル敗退となった。ニックスが次にファイナルに進出するまで、17年を待たなければならない。